# مخلاف تهامة
مخلاف تهامة هو مخلاف يمني في عهد النبي محمد رسول الله، وكان أحد المخاليف اليمنية الأربعة حينها وهي مخلاف صنعاء ومخلاف حضرموت ومخلاف الجند.